# Optato
Optato de Milevi (s. IV) fue un obispo y polemista cristiano de origen africano. Su vida es desconocida, salvo que fue obispo de Milevi, en la provincia de Numidia, lugar posible de su nacimiento. Es conocido por sus escritos antidonatistas, especialmente su Contra Parmenianum Donatistam, escrito hacia 365. Por lo expresado en unos grafitos, firmados por tres obispos africanos, encontrados en las Catacumbas de San Calixto, en Roma, se cree que fue enterrado allí, en la llamada "Cripta de San Cayo".